# Wilhelm Gerard Burgers

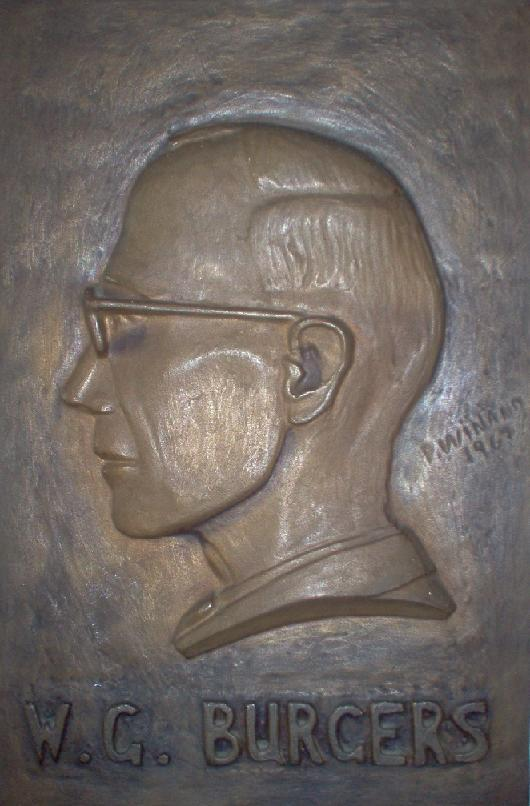
Plakette von Burgers

Wilhelm Gerard Burgers (Arnhem, 16 de agosto de 1897 – 24 de setembro de 1988) foi um físico neerlandês.

## Biografia
Assim como seu irmão Jan Burgers trabalhou na Universidade Técnica de Delft. Trabalhou dentre outros com deslocamentos em estruturas cristalinas), sendo algumas vezes – erroneamente – identificado como o pai do vetor de Burger. Este termo surgiu com a ajuda de seu irmão, que chegou o mesmo mediante sua investigação de vórtices na mecânica dos fluidos.
Participou da Nona Conferência de Solvay.